# Joseph Dunner
Joseph Dunner (geboren als Josef Dünner 10. Mai 1908 in Fürth; gestorben 24. August 1978 in New York City) war ein deutsch-US-amerikanischer Politikwissenschaftler.

## Leben
Josef Dünner war ein Sohn des Lehrers Samuel Dünner und der Krankenschwester Ella Laske, sein Bruder war der Filmemacher Lasar Dunner (1912–1994). Der Großrabbiner in den Niederlanden Joseph Zevi Hirsch Dünner war ein Großonkel. Seine Eltern flohen 1935 nach Palästina.
Dünner wuchs ab 1914 in Berlin auf und machte die Reifeprüfung an der Luisenstädtischen Oberrealschule. Er studierte ab 1927 Volkswirtschaft und Soziologie an der Universität Berlin und schloss sich dem Verband freisozialistischer Studenten an. Im Sommer 1930 wechselte er nach Frankfurt am Main und erhielt ein Stipendium am Institut für Sozialforschung. Nach gewaltsamen Auseinandersetzungen mit nationalsozialistischen Studierenden wurde er als führendes Mitglied der Kommunistischen Studentenfraktion (Kostufra), die ihre Mitglieder militärisch schulte, im November 1932 zwangsrelegiert. Dünner rief nach der Machtübergabe an die Nationalsozialisten 1933 zum Widerstand auf, musste aber in die Schweiz flüchten, wobei ihm Johanna Kirchner half. 1934 wurde er an der Universität Basel promoviert. Dünner heiratete 1935 die Ärztin Ada Bier, in zweiter Ehe war er mit der Politikwissenschaftlerin Ruth Bevan verheiratet. Er emigrierte in die USA und erhielt zunächst eine Stelle an der Brookings Institution in Washington, D.C. Dunner arbeitete als Lecturer an der New York University und an der Harvard University.
Dunner war im Zweiten Weltkrieg ziviler Soldat der US-Army und wurde zur Psychological Warfare Division nach London beordert. Nach Kriegsende kam zur Information Control Division in das besetzte Deutschland. In der Amerikanischen Besatzungszone wurde er als Leiter der Press Control Section für München und Oberbayern eingesetzt. Dunner und Ernst Langendorf waren unter anderem für die Lizenzierung der Süddeutschen Zeitung zuständig, wobei Dunner dem eingesetzten Mitherausgeber Franz Josef Schöningh die geschönte Biografie abnahm. In der ersten Ausgabe der SZ wurde eine Rede Dunners vor bayrischen Journalisten über die Zukunft der deutschen Presse abgedruckt.
Dunner erhielt 1946 eine Professur für Politikwissenschaft und Internationales Recht am Grinnell College, Iowa. 1964 wechselte er an die Yeshiva University in New York. Er war Mitglied der American Political Science Association und der International Political Science Association. 1954 erhielt er den marokkanischen Orden Ouissam Alaouite. Bei der Präsidentschaftswahl in den Vereinigten Staaten 1968 gehörte er zum akademischen Beraterkreis von Richard Nixon.

## Schriften (Auswahl)
- Was ist die NSDAP. Berlin : Internat. Arb.-Verlag, 1929
- Die Gewerkschaften im Arbeitskampf : ein Beitrag zur Typologie des Streiks. Basel : Philograph. Verlag, 1935 Basel, Phil.-hist. Diss., 1934
- Germanicus: Der Saarentscheid – Ein Rätsel. 1935
- If I forget thee ... Washington, D.C. : Dulaun Press, 1937
- Major aspects of international politics. Grinnell, Iowa : Grinnell College Press, 1948
- Information control in the American zone of Germany, 1945–1946, in: Carl Joachim Friedrich (Hrsg.): American experiences in military government in World War II. New York, NY : Rinehart, 1948, S. 276–291
- The Republic of Israel: Its History and Its Promise. New York : Whittlesey House, 1950
- Baruch Spinoza and Western Democracy. An Interpretation of His Philosophical, Religious and Political Thought. New York : Philosophical Library, 1955
- (Hrsg.): Dictionary of political science. New York: Philosophical Library, 1964
- Links- und Rechtsradikalismus in der amerikanischen Politik. Frankfurt am Main : Athenäum, 1964
- Handbook of World History. 1967
- Parteien, Wahlen und Koalitionen in Israel. Opladen : Westdeutscher Verlag, 1968
- Zu Protokoll gegeben. Mein Leben als Deutscher und Jude. München : Kurt Desch, 1971